# Õhne
Õhne (također poznata kao Suislepa i Hoomuli) je rijeka u južnoj Estoniji. Duga je 94 km. Izvor rijeke Õhne je jezero Veisjärv na 96 metara iznad razine mora, a ušće jezero Võrtsjärv. Nekoliko kilometara teče i u Latviji Površina porječja joj je 573 km². Rijeka ima nagib od 62 m. Najveći pritoci su rijeke Jõku i Helme. Grad Tõrva smješten je na ovoj rijeci.
Dio toka rijeke je u sustavu zaštićenih područja Natura 2000 u okviru Europske unije.

## Vanjske poveznice
|  | Zajednički poslužitelj ima još gradiva o temi Õhne |